# Hennin

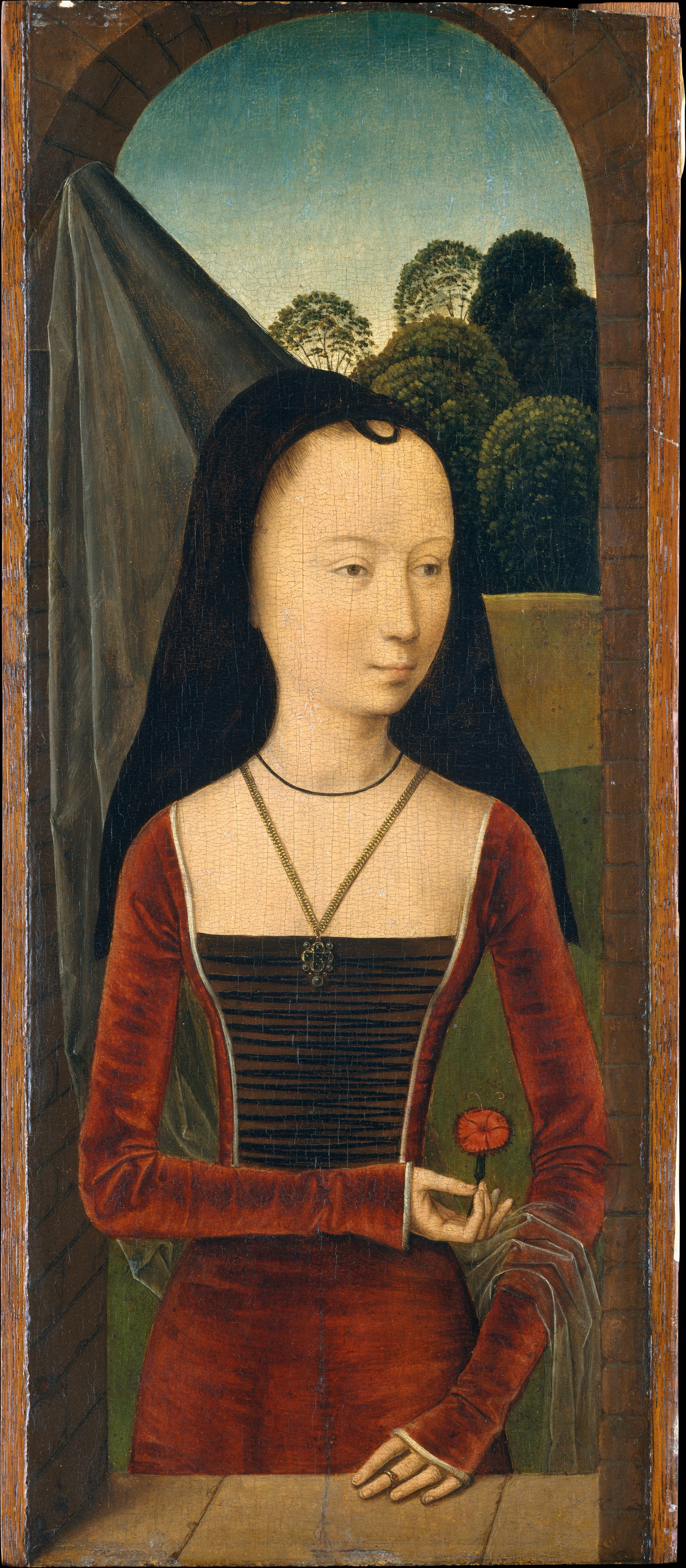
La mujer del retrato luce hennin alto apuntado sobre velo corto de terciopelo negro; detalle del Retrato de dama joven pintado por Hans Memling del díptico Alegoría del verdadero amor (ca. 1485).

El hennin fue un tocado femenino en forma de cono, campana o cono truncado usado desde finales de la Baja Edad Media por las mujeres europeas de la nobleza y desde principios del siglo XV también por las de la alta burguesía. Era de fieltro rígido recubierto de lino negro o blanco y su altura dependía del estatus, el de reinas y princesas podía alcanzar el metro de altura e incluso ser doble, con dos conos. Se acompañaba de un largo velo de lino transparente que caía a la espalda y la frente afeitada casi hasta la coronilla para mostrar una frente muy despejada. Eran más comunes en Borgoña y Francia, donde surgió hacia 1380, pero se extendió a otros lugares, especialmente en la corte inglesa (Norris muestra ejemplos de los reinados de Enrique VI de Inglaterra y Eduardo IV) y el norte de Europa, Hungría y Polonia. Eran poco utilizados en Italia, España y Portugal. 

La palabra «hennin» aparece registrada por primera vez en francés en 1428, probablemente antes de que se utilizara la forma cónica truncada. El término es usado por parte de algunos escritores de moda para otros tocados femeninos de la época.

## Tipología en la historia del arte

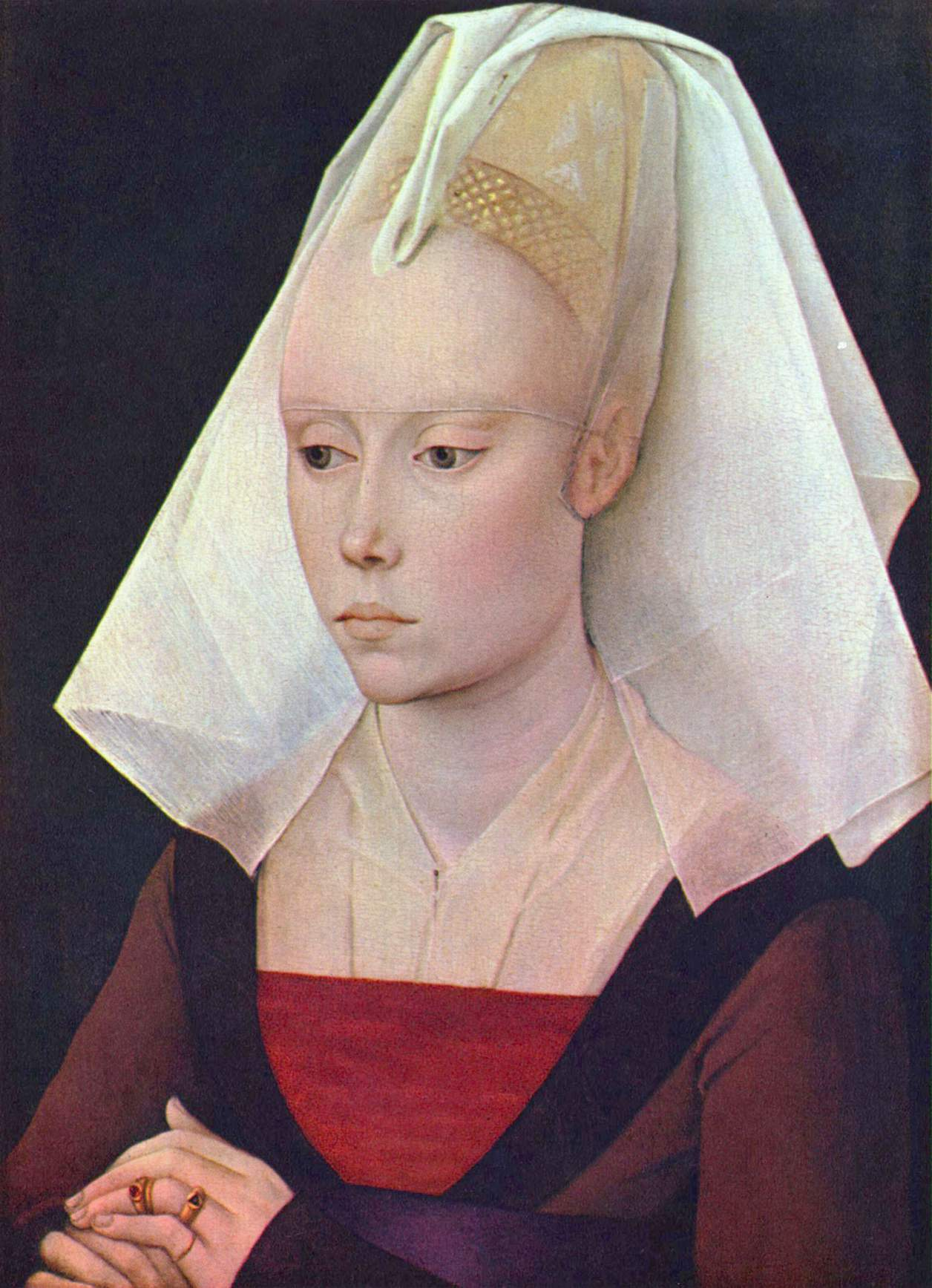
Rogier van der Weyden, retrato de mujer con hennin truncado llamado cofia borgoñona, 2º tercio del siglo XV.
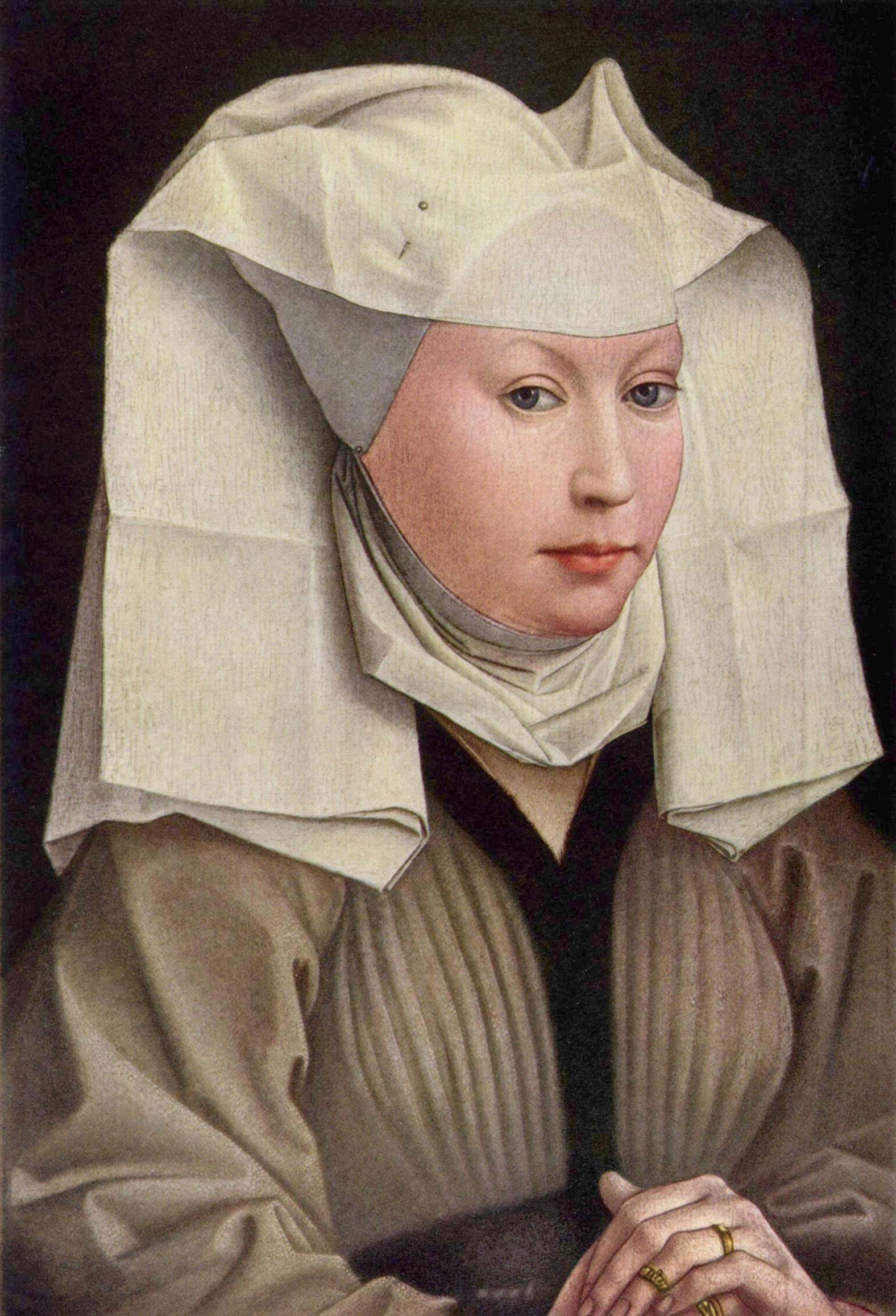
Rogier van der Weyden, retrato de mujer joven con hennin bajo truncado cubierto con paño, 1435-1440.
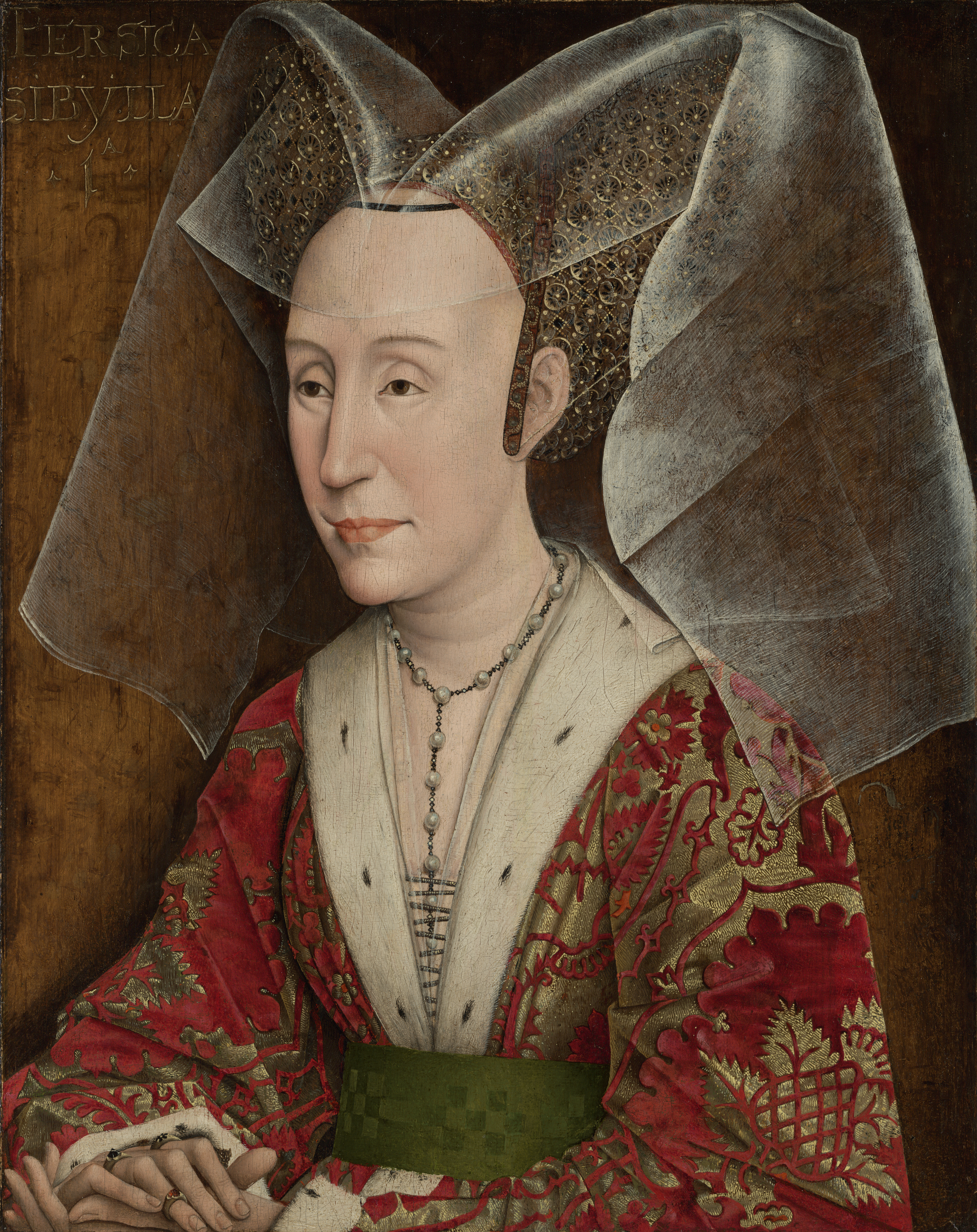
Retrato de Isabel de Portugal cofia de doble hennin, copia de hacia 1500 de un retrato de mediados del siglo XV.
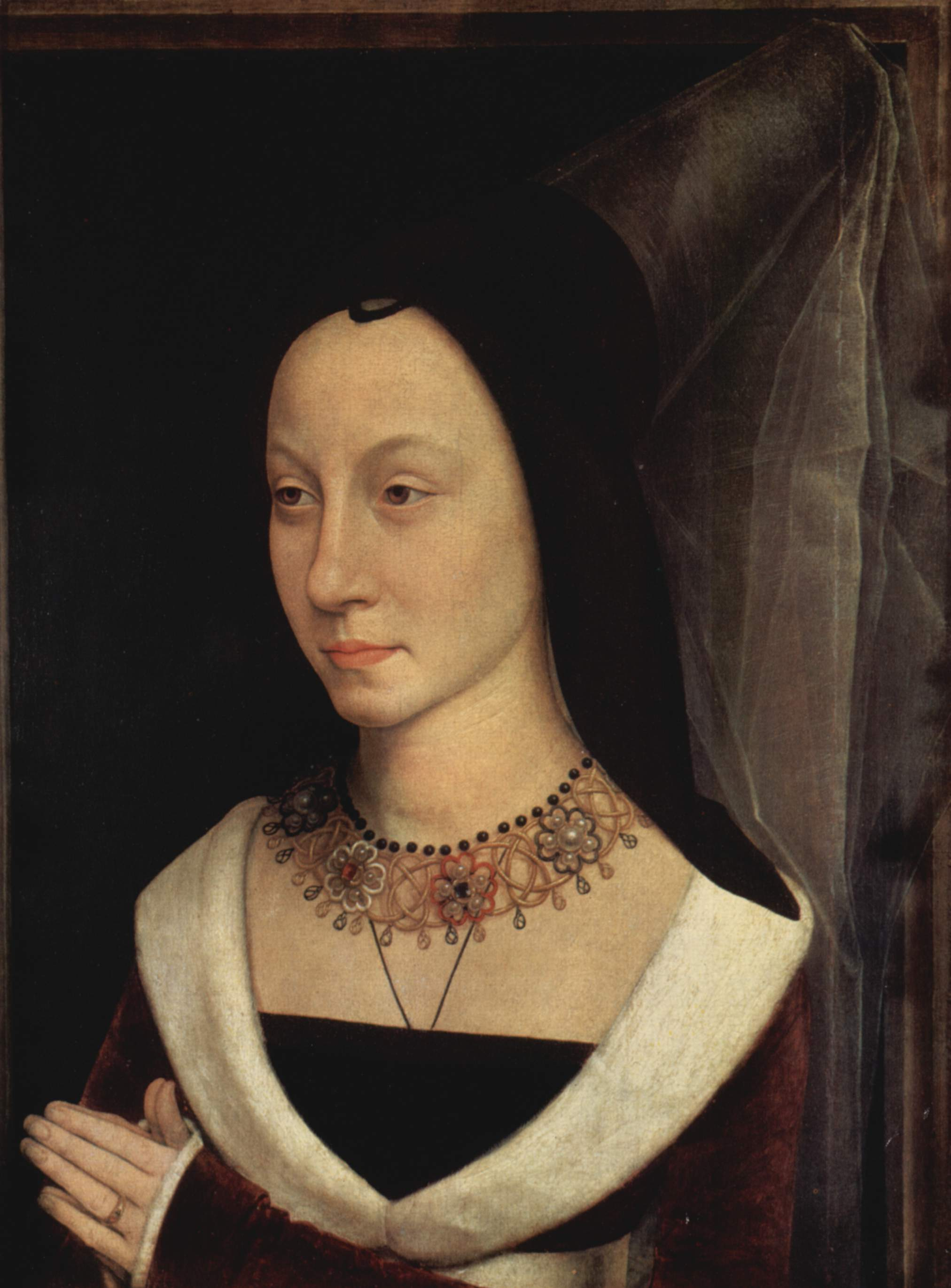
Retrato de María Portinari, 1470. Hennin alto truncado, acompañado de velo transparente largo y velo corto negro de terciopelo.
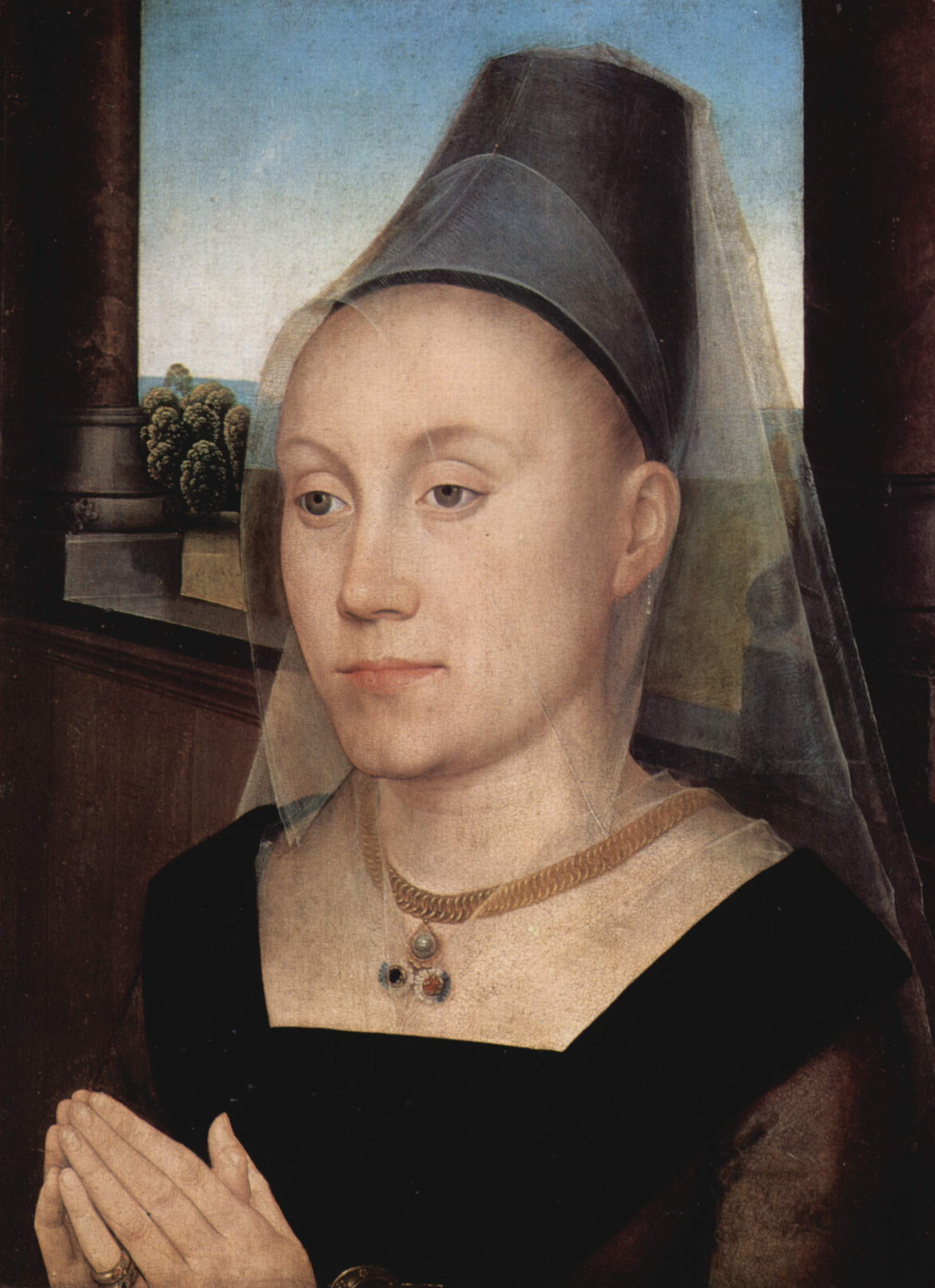
Hans Memling, retrato de Bárbara van Vlaendenbergh, 1480. Hennin bajo truncado.